# Biserica fortificată din Buzd
Biserica evanghelică fortificată din Buzd, județul Sibiu, comuna Brateiu, a fost construită în secolul XIV, pe locul unei bazilici romanice mult mai vechi. Biserica figurează pe lista monumentelor istorice 2010, cod LMI SB-II-a-A-12345, cu următoarele obiective:
- cod LMI SB-II-a-A-12345.01 - Biserica evanghelică fortificată, secolul al XIV-lea, cca. 1500, 1846;
- cod LMI SB-II-a-A-12345.02 - Incintă fortificată (fragmente), sfârșitul secolului al XVI-lea;

## Localitatea
Buzd, mai demult Buz (în dialectul săsesc  Buss , în germană Bussd, Busd, în maghiară Szászbuzd, Buzd) este un sat în partea de nord a județului Sibiu,  în Podișul Târnavelor. Aparține administrativ de comuna Brateiu. Este situat la o distanță de 5 km sud-est de Mediaș.
Localitatea este menționată pentru prima oară într-un act emis în 1359. 
Buzd a aparținut Capitulului Mediaș  și a fost o comună liberă în Scaunul Mediașului. Conform conscripției din 1516, localitatea avea 30 de gospodării, un morar, un dascăl, doi păstori, iar în 1532 numărul caselor era de 61. Numele așezării în limba germană este de Bussd, posibil ca o derivație etimologică nu tocmai adevarată din prenumele Bozo. Biserica fortificată se află astăzi într-o avansată stare de degradare, turnul nord - estic este în ruine iar zidul de incintă este aproape distrus. Slujbele în biserică au fost sistate încă din anul 1990.

## Biserica
Biserica, închinată Sfintei fecioare Maria, este mică, asemenea comunității care a clădit-o. Este un edificiu de stil gotic, cu o singura navă, cor și absidă poligonală, datând de la începutul secolului al XV-lea. Corul, elementul cu care se începea construcția unei biserici, este cea mai veche parte a edificiului și datează din secolul al XIV-lea. La începutul secolului al XV-lea a fost ridicată și sala.
Corul prezintă în partea răsăriteană a sa, o pardoseală făcută din lespezi din piatră, una din ele fiind placa vechiului altar, cu sepulcrum ( nișă folosită pentru păstrarea ostiilor ).  Dintr-o epocă mai târzie este construit actualul altar, acest fapt deducându-se din prezența elementelor de natură barocă suprapuse peste elemente arhitectonice în stil renascentist. Tribunele laterale au fost construite în 1864 și cele patru ferestre au fost mărite. Tavanul a fost redus ca înălțime cu mai mult de un metru, are formă plată și maschează bolta. Portalul vestic a fost adăugat după terminarea corpului edificiului, acest lucru reieșind dintr-o analiză fină a caracteristilor sale stilistice. Lucrările de fortificare au început la sfârșitul secolului al XV-lea, moment în care au fost adăugate corului încă trei nivele din cărămidă. Soluția adoptată pentru susținerea caturilor superioare a fost construirea de contraforturi din cărămidă ce dau intuitiv impresia că sunt niște nișe terminate în arcuri semicirculare. Turnulețul cilindric are formă pentagonală începând de la jumătatea sa și adăpostește o scară spiralată.

## Fortificația
În prima jumătate a secolului al XV-lea a fost construită incinta fortificată. Curtinele aveau o înălțime de 6-7 m (pe partea estică se mai păstrează ziduri înalte de aproximativ 4-5 m) și erau sprijinite de contraforturi, care sunt plasate la interior în sectorul estic din cauza pantei pronunțate a dealului.
Întărirea sistemului defensiv s-a făcut prin ridicarea a unui turn la nord și a altuia cu trei caturi, care avea funcția de turn - poartă, la nord - est. În gravura lui Schlichting din 1850 se vede că turnul nordic avea și el trei niveluri, ultimul având prevăzut drumul de strajă. De asemenea la acest ultim nivel existau două clopote dinaintea Reformei, cel mare având inscripția "O Rex Gloriae veni cum pace!" și pe cel mic "O Maria tuere plebem busdanam!" Acest turn clopotniță s-a prăbușit cu ocazia cutremurului din 1880, în locul lui fiind construită o casă pentru paznicul bisericii. Intrarea în incinta fortificată se face prin intermediul unei scări acoperite prin panta dealului din vest, în partea cealaltă găsindu-se casa parohială înconjurată de un zid mai scund.

## Imagini

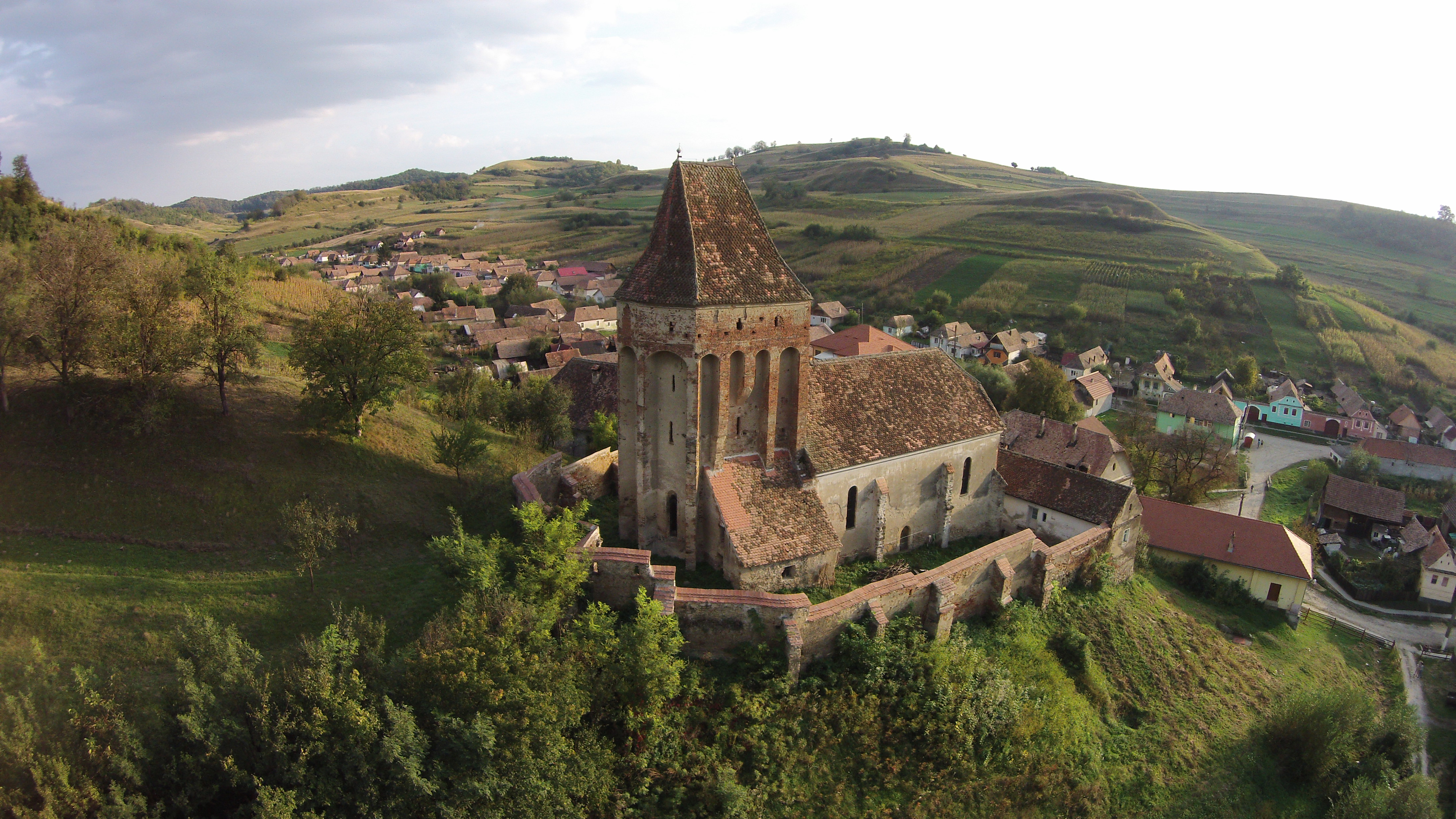
(Septembrie 2014)
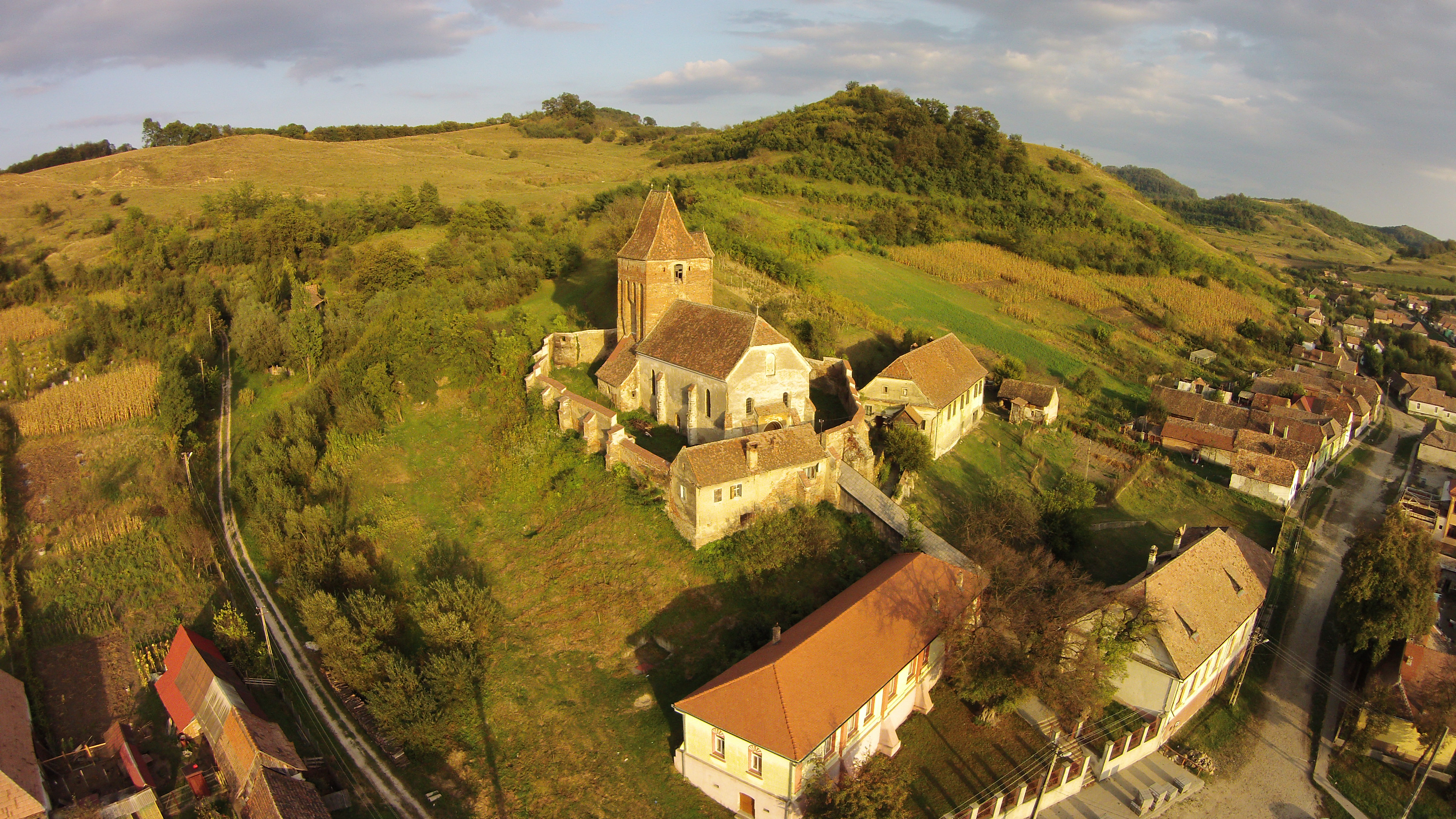
(Septembrie 2014)
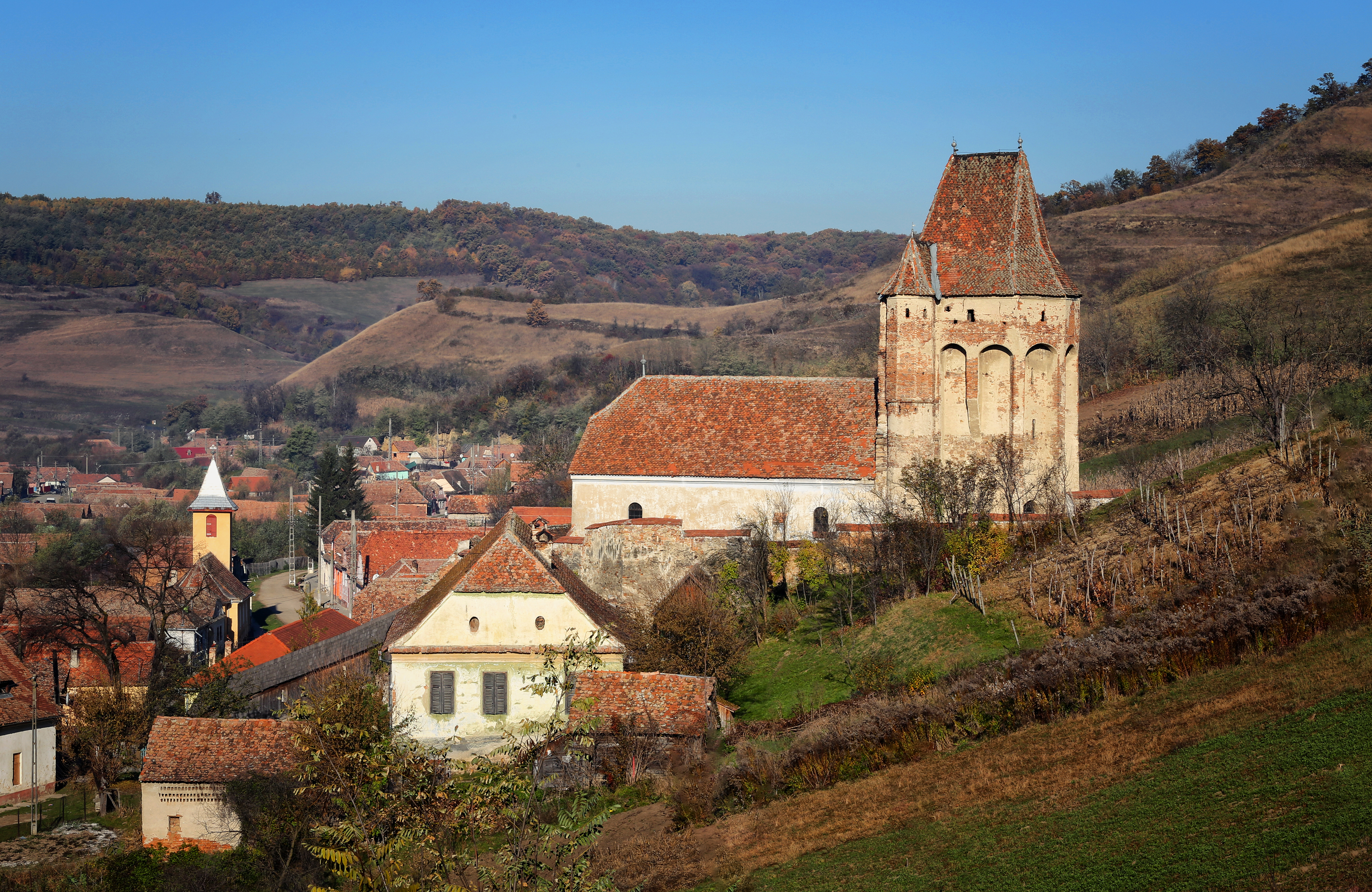
(Noiembrie 2015)
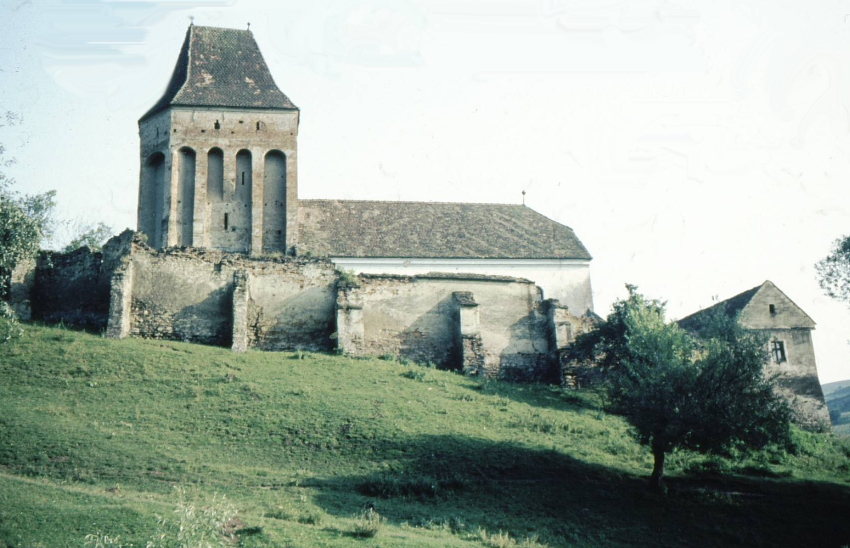
(Iunie 2010)
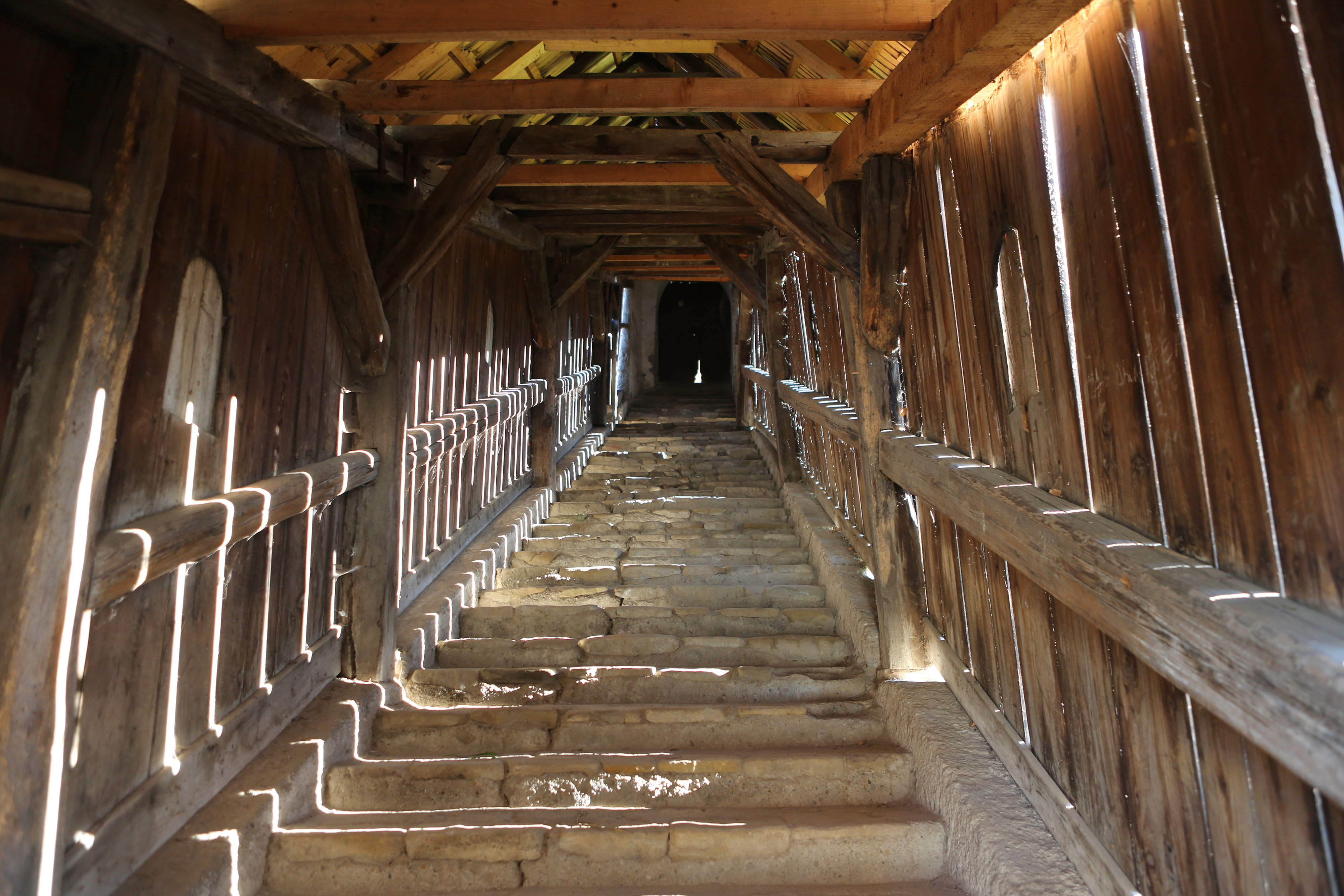
Scările de lemn a bisericii (Noiembrie 2015)
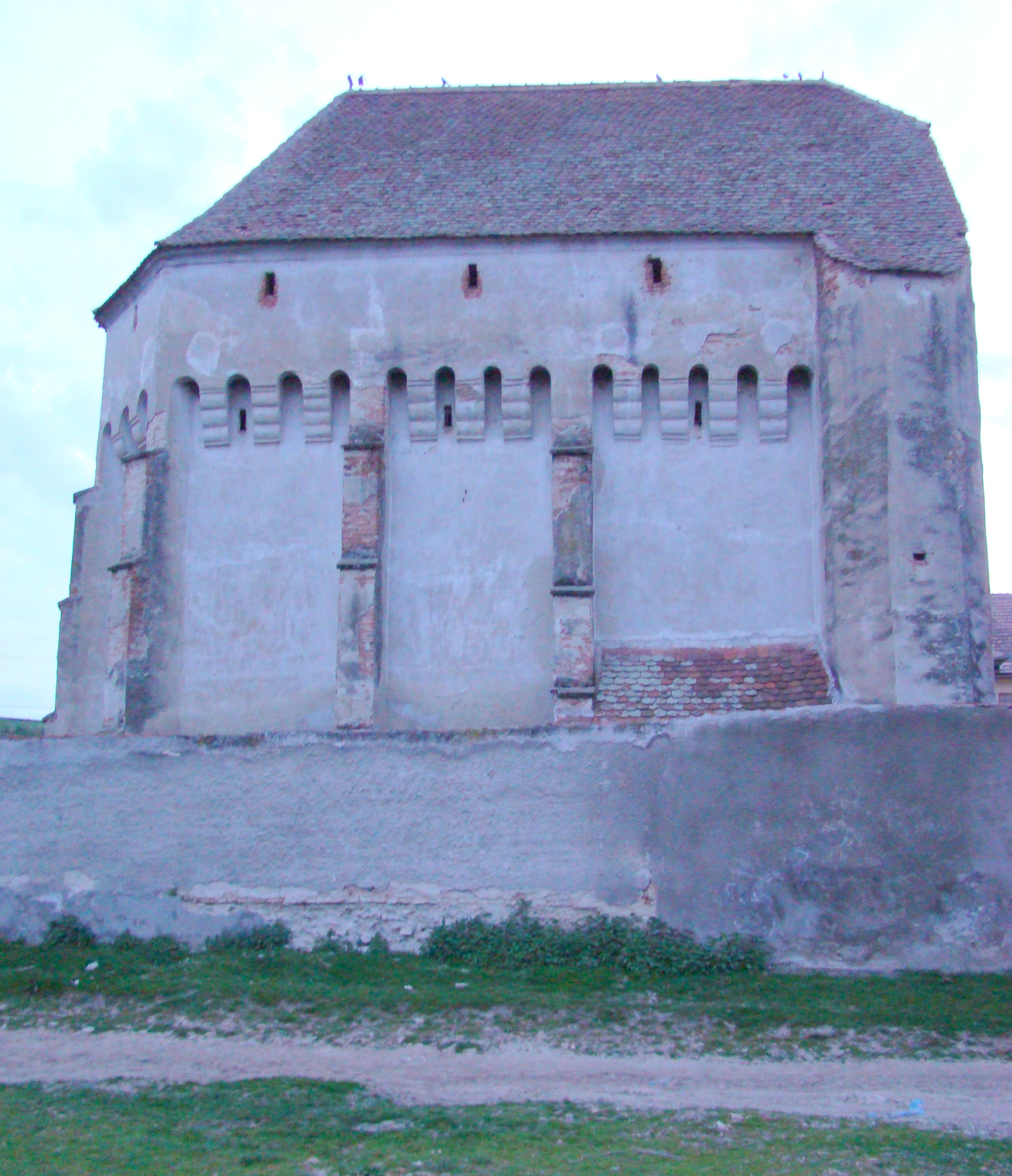
Fortificațiile (Aprilie 2009)
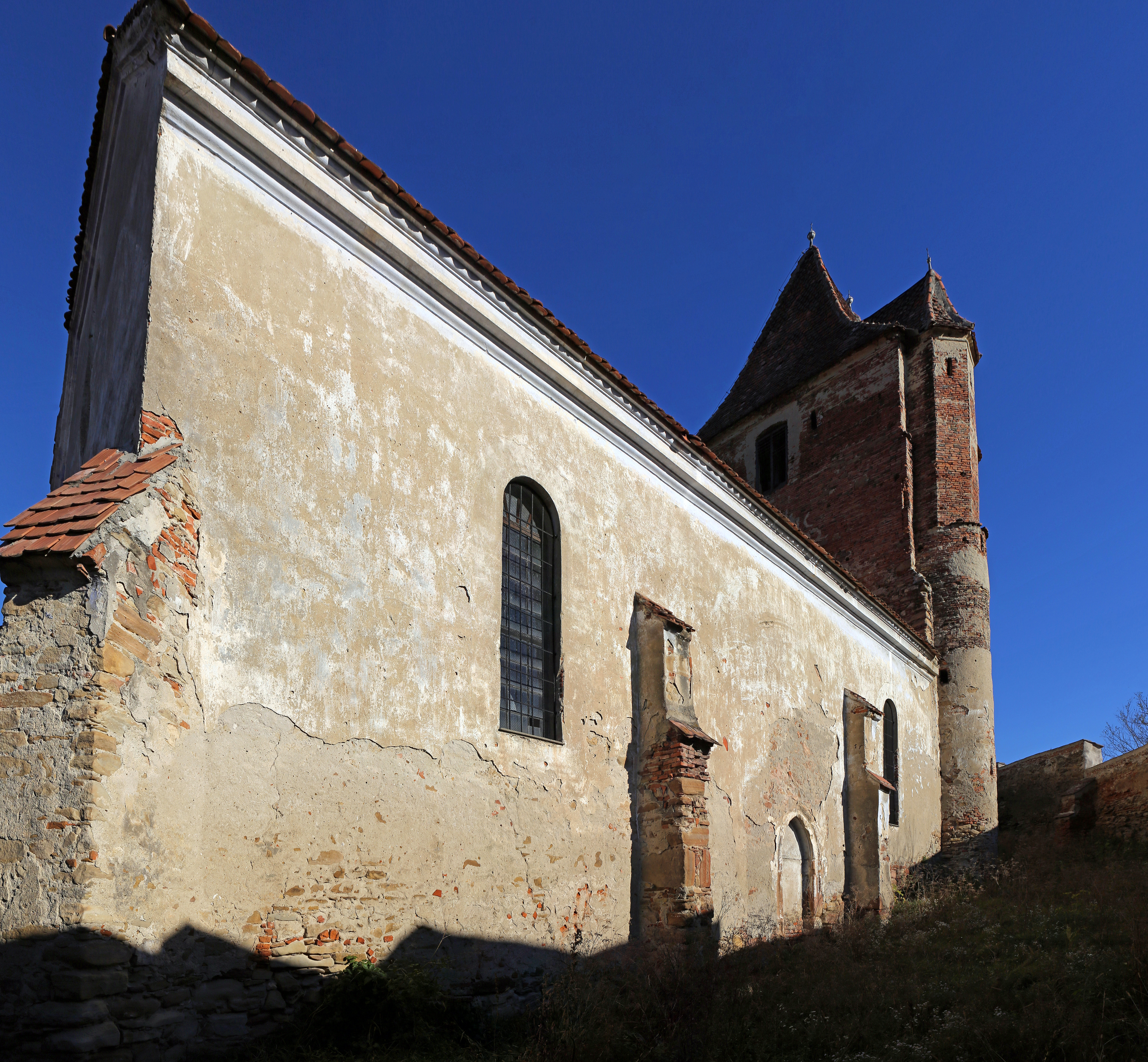
Fortificațiile (Noiembrie 2015)
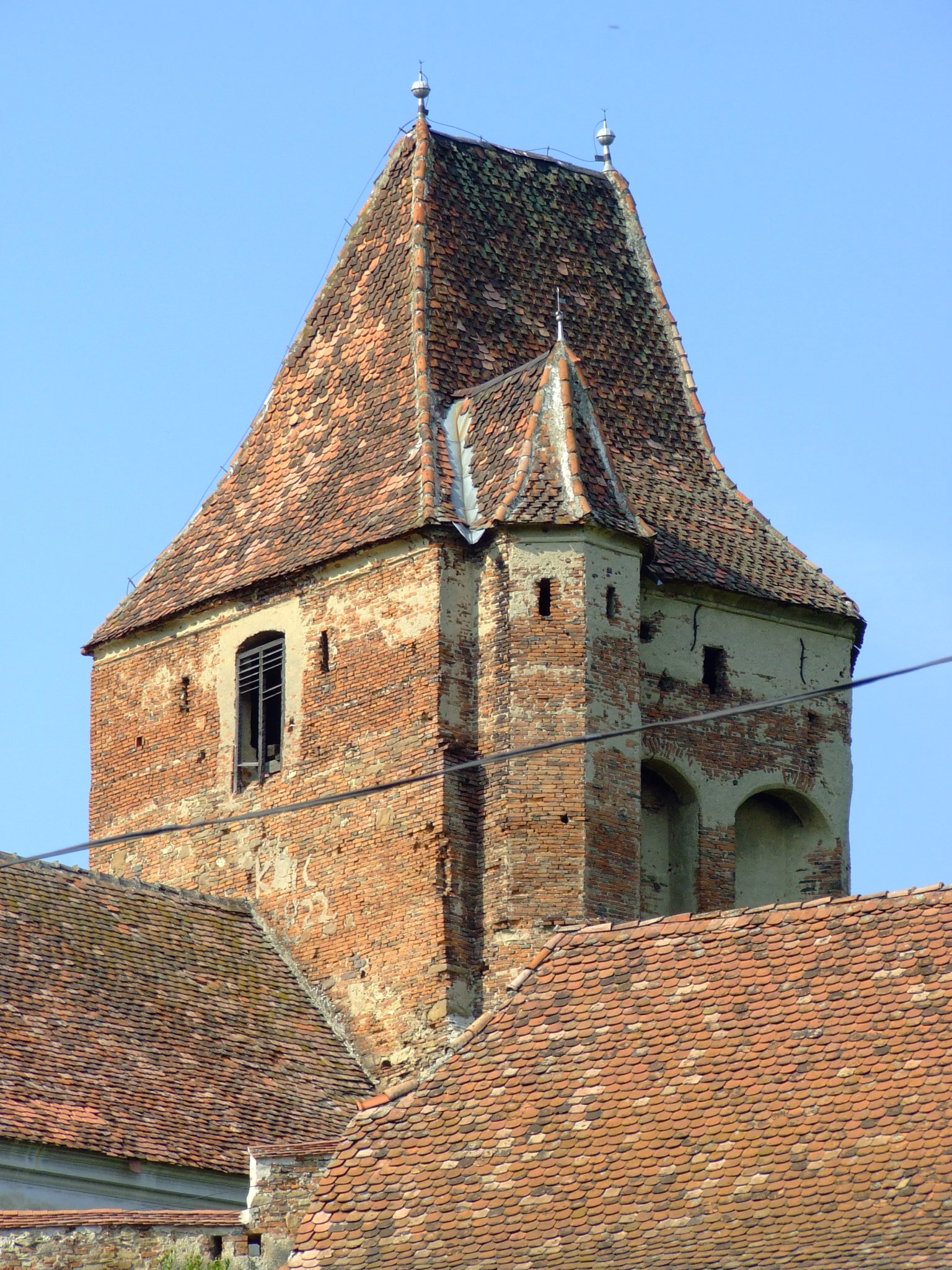
Un turn al ansamblului fortificat Buzd, (Iulie 2009)
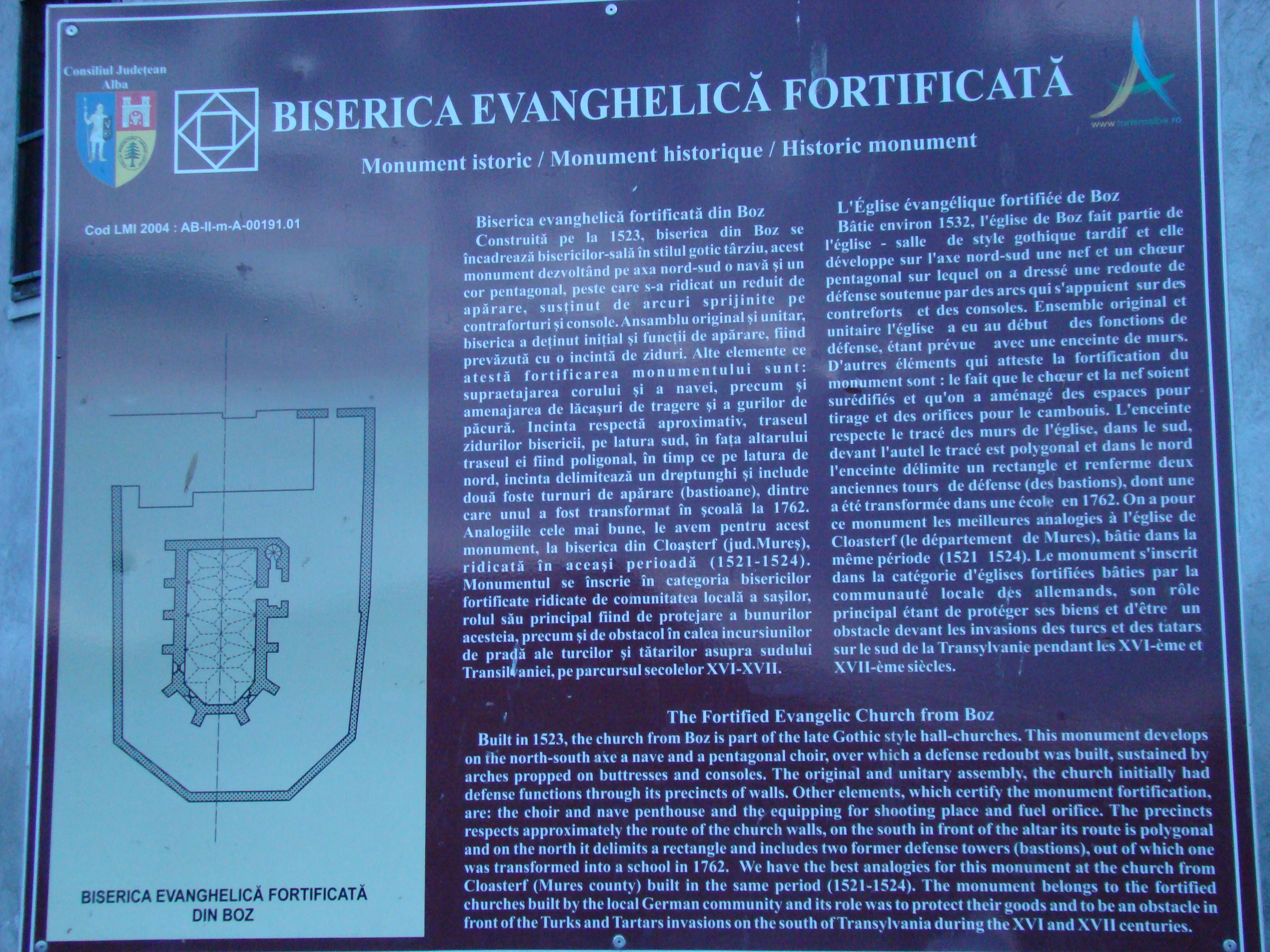
(ianuarie 2010)

## Bibliografie

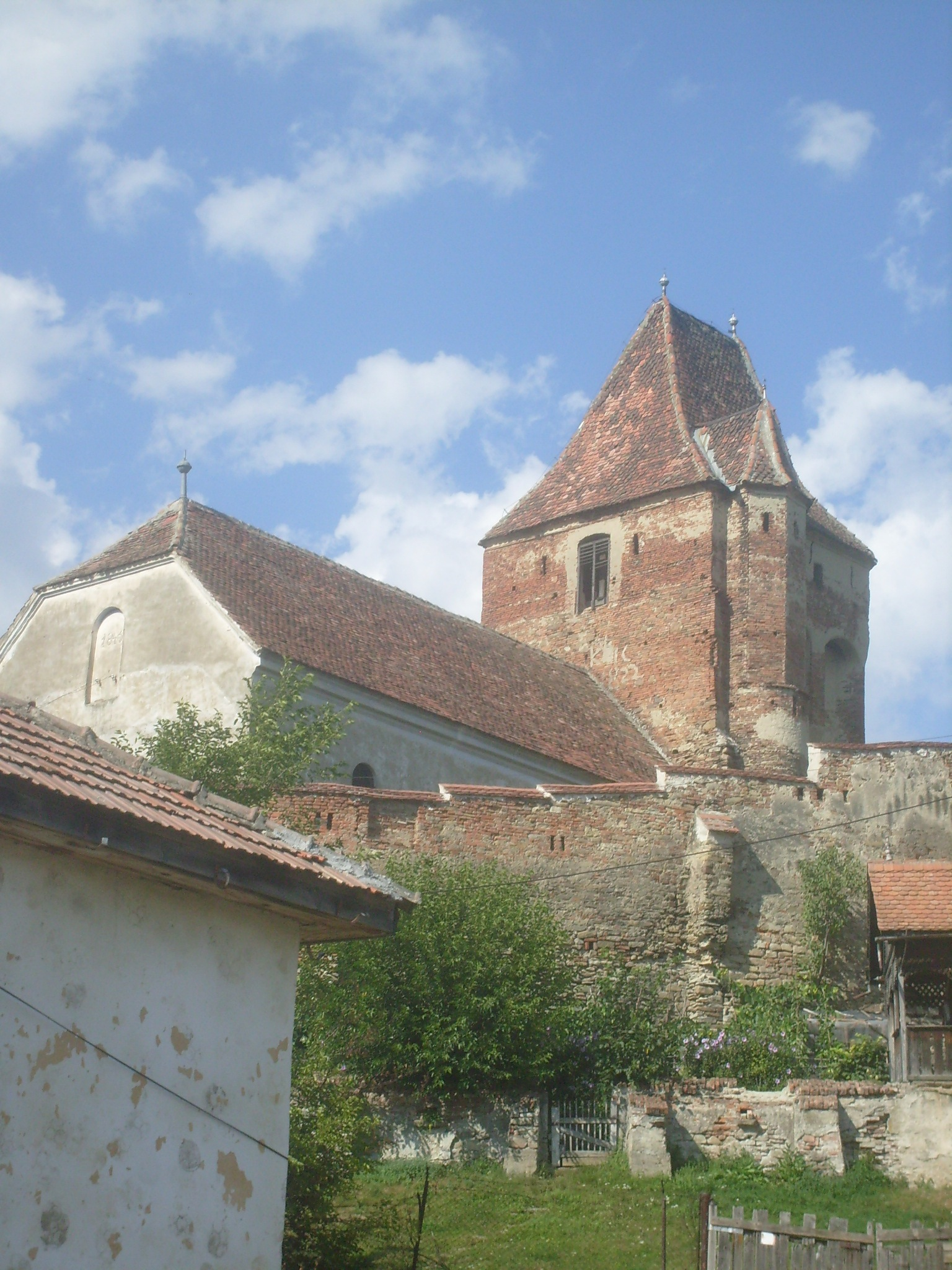
Biserica fortificată din Buzd